# Relaciones Estados Unidos-Rusia

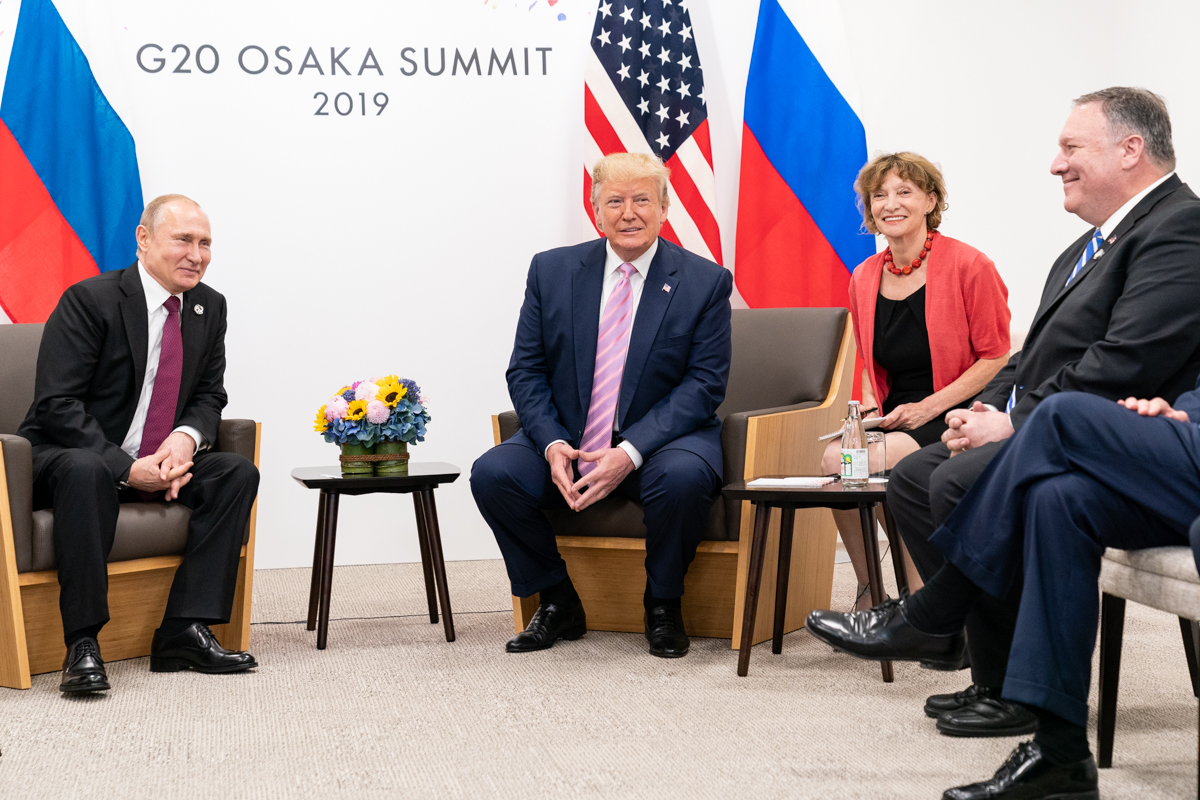
El presidente de Estados Unidos Donald Trump (derecha) y el presidente ruso Vladímir Putin (izquierda) Cumbre del G-20 de Osaka, Japón en junio de 2019.

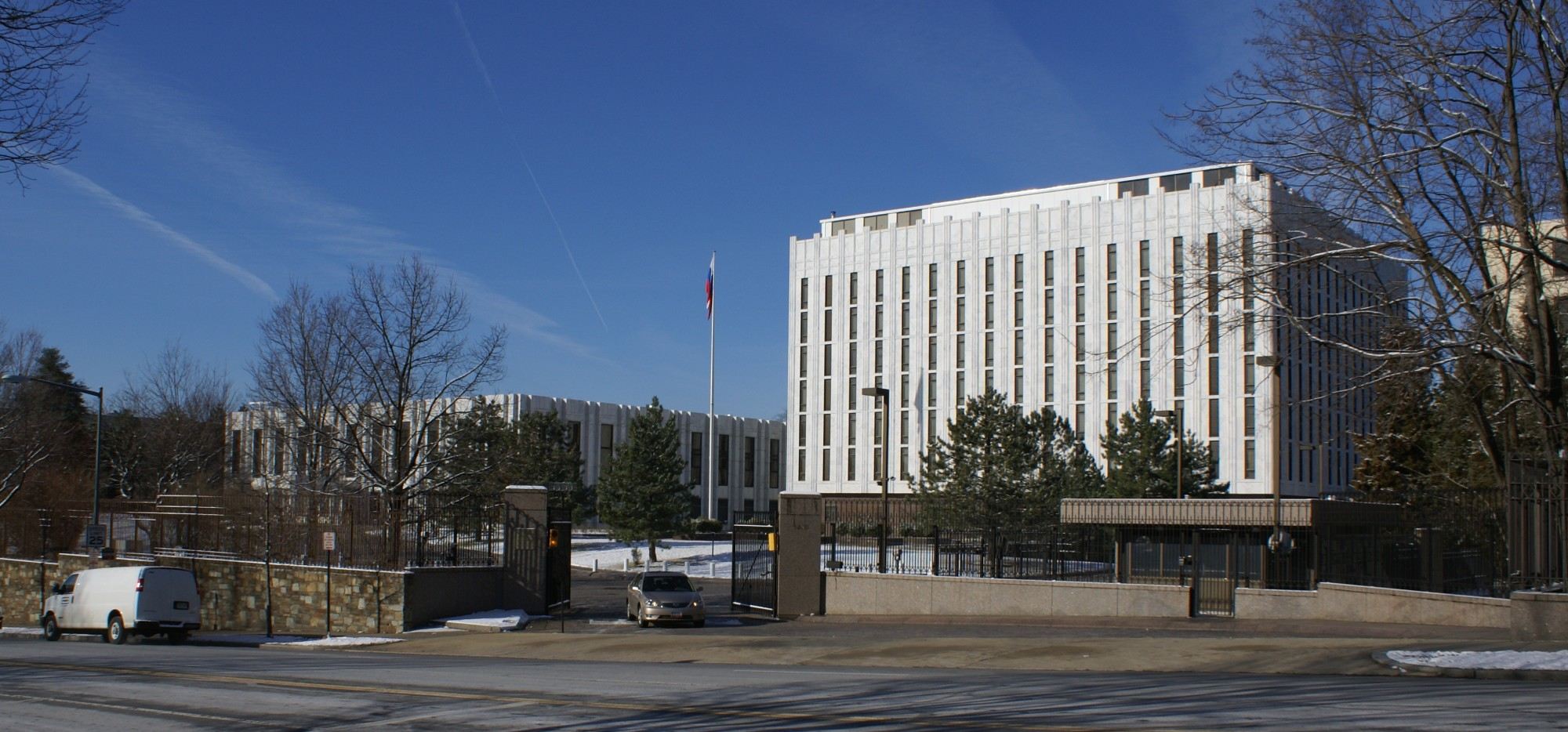
Embajada de Rusia en Estados Unidos.

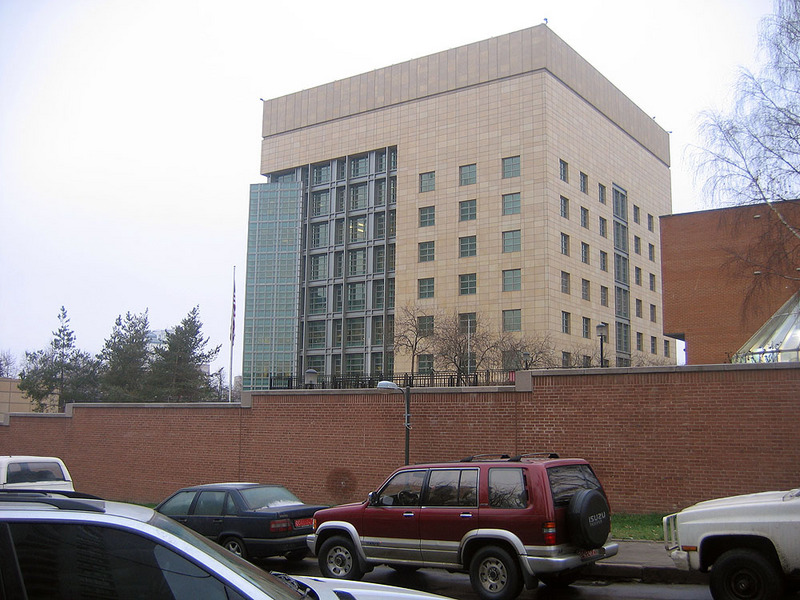
Embajada de los Estados Unidos en Rusia.

Las relaciones Estados Unidos-Rusia se refieren a la relación bilateral entre los Estados Unidos de América y la Federación de Rusia. Estados Unidos y Rusia mantienen relaciones diplomáticas y comerciales. La relación fue generalmente cálida bajo el presidente ruso Boris Yeltsin (1991-1999) hasta el bombardeo de la OTAN a la República Federal de Yugoslavia en la primavera de 1999, y desde entonces se ha deteriorado significativamente. En 2014, las relaciones se deterioraron mucho más debido a la crisis en Ucrania, la anexión de Crimea por parte de Rusia en 2014, las diferencias con respecto a la intervención militar rusa en la guerra civil siria y desde finales de 2016 por las  acusaciones de interferencia rusa en las elecciones presidenciales de Estados Unidos de 2016. Las sanciones mutuas impuestas en 2014 siguen vigentes.
En el último tiempo, las relaciones entres Estados Unidos y Rusia han estado en su punto más tenso desde la Guerra Fría, dada la invasión rusa de Ucrania comenzada en febrero de 2022. Estados Unidos se ha mostrado como el principal aliado de Ucrania en la guerra contra Rusia, suministrándole armamento e imponiendo las sanciones económicas más duras en la historia de la Federación Rusa.

## Comparación entre ambos países
| Nombre común                      | Rusia | Estados Unidos |
| Nombre completo                   | Federación Rusa | Estados Unidos de América |
| --------------------------------- | --- | --- |
| Escudo                            | | |
| Bandera                           | Bandera de Rusia | Bandera de Estados Unidos |
| Superficie                        | 17 075 400 km² | 9 526 468 km² |
| Población                         | 146 267 999 | 324 894 501 |
| Densidad de población             | 8,3/km² | 33,7/km² |
| Capital                           | Moscú | Washington D. C. |
| Área metropolitana más poblada    | Moscú (16 800 000) | Nueva York (23 632 722) |
| Forma de gobierno                 | República federal semipresidencial multipartidista | República constitucional federal presidencial bipartidista |
| Primer líder                      | Boris Yeltsin | George Washington |
| Líder actual                      | Vladímir Putin | Donald Trump |
| Fundación                         | 25 de diciembre de 1991 (fundación de la Federación Rusa) 25 de diciembre de 1991 (disolución de la URSS)                                                            | 4 de julio de 1776 (declaración de independencia (reconocimiento de la independencia 21 de junio de 1778 (Constitución actual)                                                    |
| Lenguas oficiales                 | Ruso | Ninguna (inglés de facto) |
| Economía                          | Capitalista | Capitalista |
| PIB                               | 1.483 billones USD | 20.94 billones USD |
| PIB (PPA)                         | 4.036 billones USD | 20.932,75 ( aprox ) billones USD |
| Deuda externa                     | 21,300 mil millones USD | 23 250 billones USD |
| PIB per cápita                    | 10,126.72 USD | 63,543.58 USD |
| PIB (PPA) per cápita              | 27,550 USD | 63,543.58 ( aprox ) USD |
| Índice de Desarrollo Humano       | 0,823 (muy alto) | 0,925 (muy alto) |
| Reservas internacionales          | 595.774 millones USD | 3,948.0 millones USD |
| Presupuesto militar               | 55.128,6 mil millones USD | 778.000 mil millones USD |
| Ejército (Tierra)                 | Ejército Ruso - 12 950 tanques - 27 038 vehículos blindados de combate - 6083 cañones autopropulsados - 4465 unidades de artillería de campaña - 3860 lanzacohetes   | Ejército de los Estados Unidos - 6289 tanques - 39 253 vehículos blindados de combate - 1465 cañones autopropulsados - 2740 unidades de artillería de campaña - 1366 lanzacohetes |
| Armada (Mar)                      | Armada de Rusia Total: 352 buques - 1 portaaviones - 1 crucero de batalla - 3 cruceros - 15 destructores - 4 fragatas - 81 corbetas - 60 submarinos                  | Armada de Estados Unidos Total: 415 buques - 19 portaaviones - 0 cruceros de batalla - 22 cruceros - 62 destructores - 6 fragatas - 0 corbetas - 75 submarinos                    |
| Fuerzas Aéreas (Aire)             | Fuerza Aérea de Rusia - 173 bombarderos - 873 combatientes/interceptores - 476 aviones de ataque - 1124 transportes - 1237 helicópteros - 478 helicópteros de ataque | Fuerza Aérea de Estados Unidos - 159 bombarderos - 2308 combatientes/interceptores - 319 aviones de ataque - 5739 transportes - 6084 helicópteros - 957 helicópteros de ataque    |
| Arsenal nuclear (activos/totales) | 2500/8000 | 1900/4760 |

Estos son los jefes de Estado que Rusia y los Estados Unidos han tenido desde 1992:

## Antecedentes

### Estados Unidos y el imperio ruso

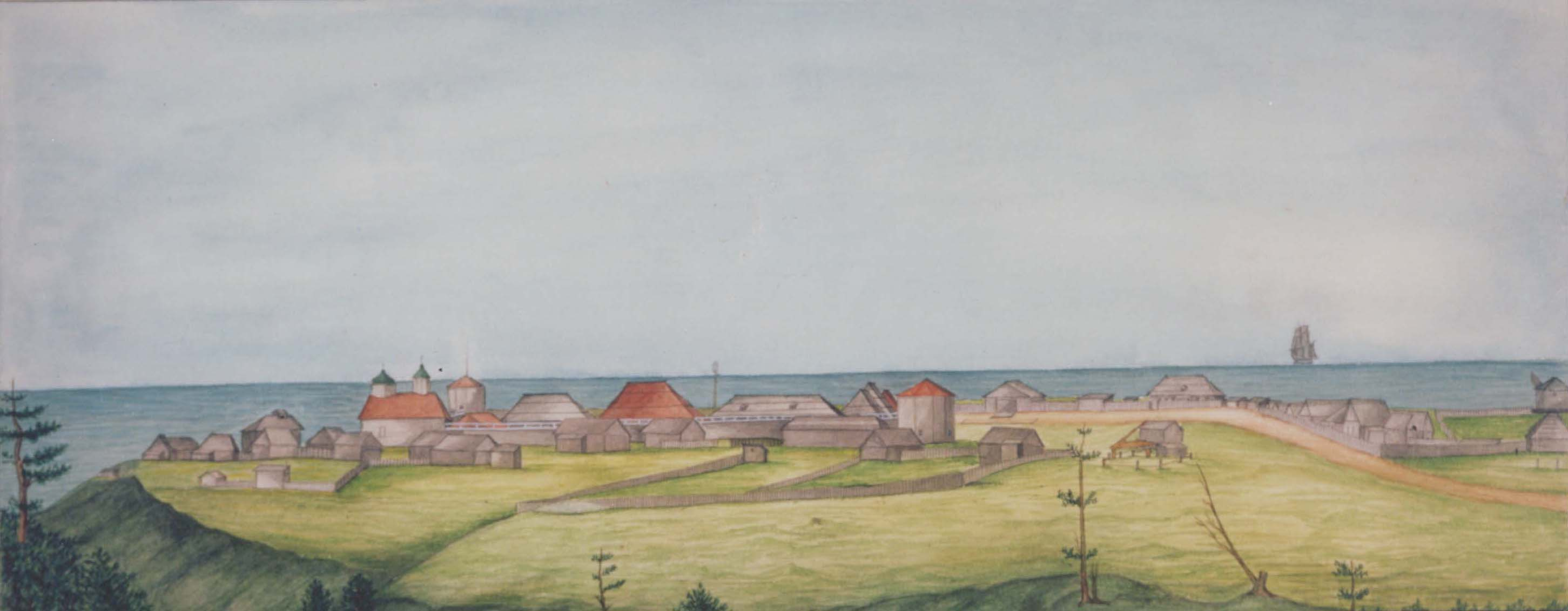
Fort Ross (California), Asentamiento ruso en California, 1841, por Ilya Gavrilovich Voznesensky.

Los contactos oficiales entre el Imperio ruso y los nuevos Estados Unidos de América comenzaron en 1776. Rusia, aunque fue formalmente neutral durante la Revolución estadounidense (1765–1783), favoreció a los EE. UU.
Las relaciones diplomáticas en toda regla se establecieron en 1809. Durante la guerra civil estadounidense (1861–1865), Rusia apoyó la Unión contra la  Confederación que disuadió a los británicos de intervenir. Rusia vendió su territorio en Norteamérica, Alaska, a los Estados Unidos en 1867. El Tratado de Portsmouth (1905), negociado por el presidente Theodore Roosevelt terminó la guerra ruso-japonesa.
Desde 1820 hasta 1917, alrededor de 3,3 millones de inmigrantes llegaron a los EE. UU. desde el Imperio ruso. La mayoría eran judíos o polacos; Sólo 100.000 eran rusos étnicos.

### Estados Unidos y la Unión Soviética

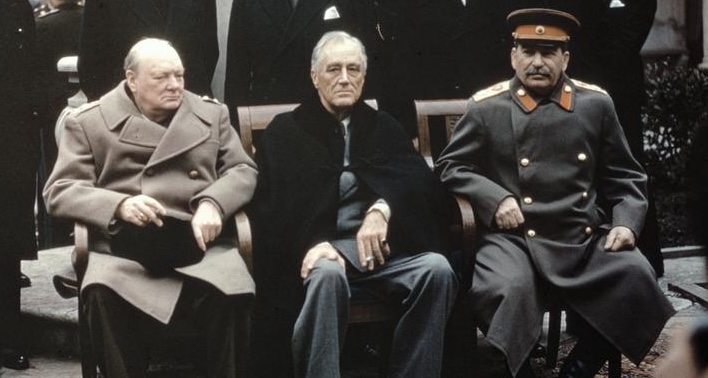
Primer Ministro Winston Churchill, Presidente de los Estados Unidos Franklin D. Roosevelt y el Líder soviético Joseph Stalin en Yalta, Unión Soviética en febrero de 1945.

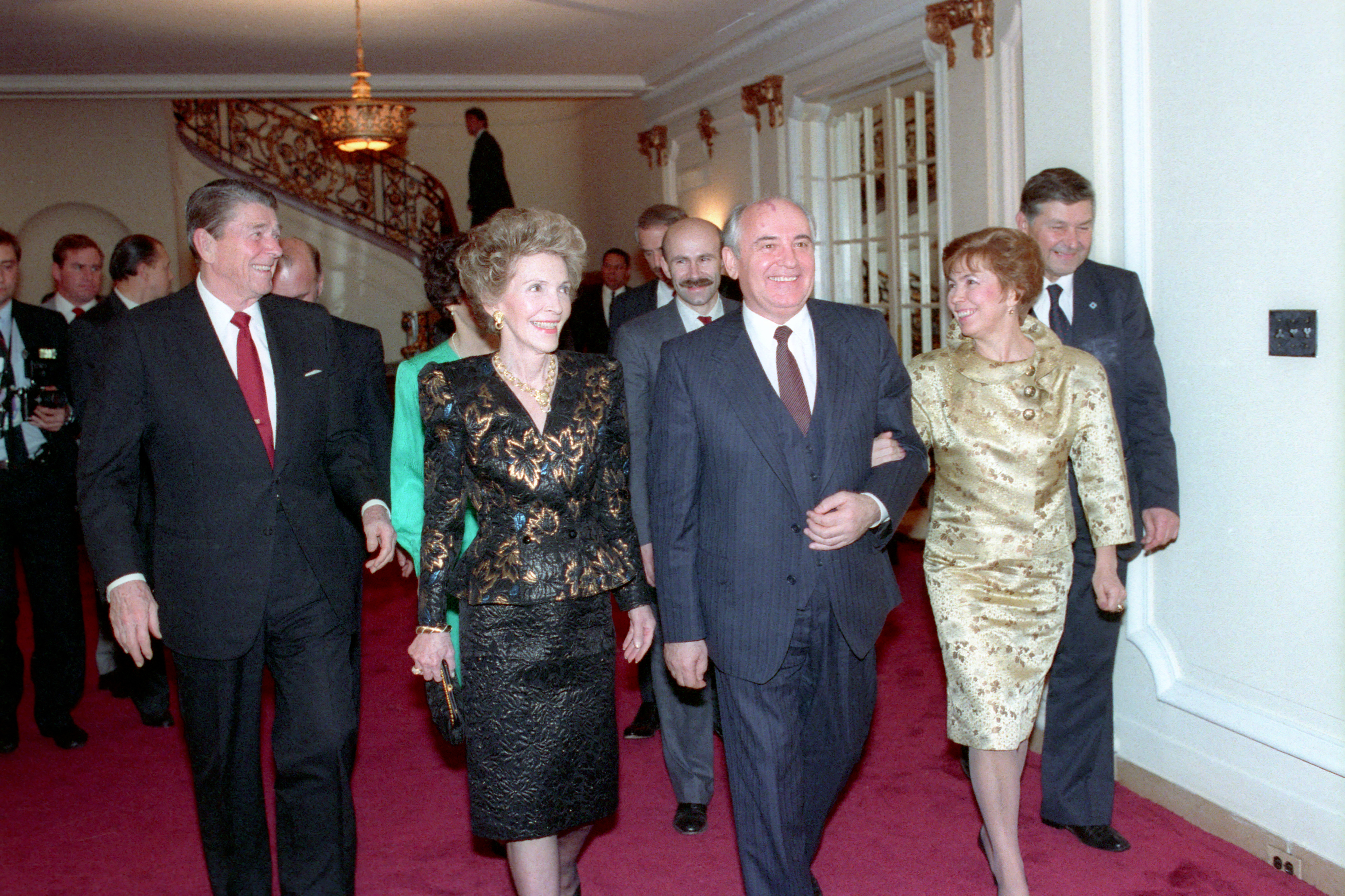
Ronald Reagan y Mijaíl Gorbachov con esposas que asisten a una cena en la embajada soviética en Washington, el 9 de diciembre de 1987.

EE. UU. participó en la intervención militar aliada contra los bolcheviques durante la guerra civil rusa desde agosto de 1918, operando en la Extremo Oriente ruso. Tras la victoria de los bolcheviques en la Guerra Civil y el Tratado de Creación de la Unión Soviética (URSS) a fines de 1922, los EE. UU., mientras desarrollaban relaciones comerciales y económicas , fue la última gran potencia mundial que siguió negándose a reconocer formalmente al gobierno soviético. Los Estados Unidos y la URSS establecieron relaciones diplomáticas en noviembre de 1933.
Los Estados Unidos y la Unión Soviética estaban entre los cuatro principales Aliados contra las potencias del Eje durante la Segunda Guerra Mundial. Tras el inicio de la Guerra Fría en 1947, el Tratado del Atlántico Norte fue firmado por los Estados Unidos, Canadá y varias naciones de Europa Occidental en Washington D. C. el 4 de abril de 1949, un tratado que estableció la  Organización del Tratado del Atlántico Norte (OTAN) diseñada para proporcionar seguridad colectiva contra la Unión Soviética.
El primer tratado bilateral entre EE. UU. y la URSS fue una convención consular firmado en Moscú en junio de 1964. En 1975, el Acta Final de Helsinki fue firmado por una multitud de países, entre ellos la URSS y los EE. UU., y al no tener el poder legal vinculante de un tratado, significó efectivamente el liderazgo del Oeste liderado por EE. UU., el reconocimiento del dominio de la Unión Soviética en Europa del Este y la aceptación de anexión soviética de Estonia, Letonia y Lituania que había sido efectuado en 1940. La Ley llegó a desempeñar un papel importante en la posterior terminación de la Guerra Fría.
En los años setenta y ochenta, la URSS y los EE. UU. firmaron una serie de tratados de control de armas como el Tratado sobre Misiles Antibalísticos (1972), dos tratados (SALT) sobre la limitación de armas estratégicas que en julio de 1991 se concluyó con el Tratado de Reducción de Armas Estratégicas, y el Tratado de las fuerzas nucleares de alcance intermedio (1987).
A fines de la década de 1980, las naciones de Europa del Este aprovecharon la relajación del control de la Unión Soviética sobre ellos bajo el mando de Mijaíl Gorbachov, y comenzaron a romper relaciones con el gobierno comunista. Estas relaciones mejoraron en los últimos años de la URSS.
El 3 de diciembre de 1989, Gorbachov y el presidente de los Estados Unidos George H. W. Bush declararon finalizada la Guerra Fría en la Cumbre de Malta.

### Controversia sobre la legitimidad de la expansión de la OTAN hacia el este
La controversia sobre la legitimidad de la expansión de la OTAN hacia el este en Rusia se refiere a las consecuencias de las revoluciones de 1989, cuando la caída de los estados comunistas aliados de la Unión Soviética ante partidos de oposición puso en cuestión las esferas de influencia europeas. Las autoridades rusas afirman que hubo un acuerdo verbal sobre la no expansión de la OTAN hacia Europa del Este y que la alianza lo violó con su expansión, mientras que los líderes de la alianza sostienen que no se hizo tal promesa y que tal decisión solo podría haberse tomado por escrito. El presidente soviético Mijaíl Gorbachov, quien participó en las negociaciones de 1990, posteriormente se pronunció de manera inconsistente sobre la existencia de una "garantía de no expansión de la OTAN hacia el este", confirmando su existencia en algunas entrevistas y negándola en otras. Entre los investigadores académicos, las opiniones sobre la existencia o ausencia de un acuerdo de no extensión también difieren.
Una discusión activa relacionada con este tema se desarrolló en Rusia y en el mundo en el contexto de las propuestas rusas sobre seguridad internacional a finales de 2021 y la agravación de la situación en torno a la invasión rusa de Ucrania de 2022. La posición de Rusia en tales circunstancias es que la cuestión de la existencia de un acuerdo sobre la no expansión de la OTAN hacia el este debe considerarse en el contexto de las relaciones entre Rusia y la OTAN y entre Rusia y Estados Unidos, ya que determina la posibilidad potencial de que Ucrania ingrese en la OTAN, lo cual es considerado una amenaza para Rusia. La dirección de la OTAN señala que nunca se tomó la decisión de limitar la expansión de la OTAN, y que su adopción implicaría un cambio en los documentos fundamentales de la alianza, y que el apoyo de la OTAN a Ucrania no puede representar una amenaza para Rusia.

## Historia

### Clinton (1993-2001)
Durante su etapa presidencial se dio a reconocer por el carácter informal que imprimió a sus relaciones con otros mandatarios mundiales. Durante un discurso junto al presidente de Rusia Borís Yeltsin, Bill reía abiertamente los comentarios graciosos del líder ruso, lo que supuso un giro en la imagen de las relaciones bilaterales, marcadas por los años de la Guerra Fría.

### Bush (2001-2009)
Inicialmente Bush y Putin buscan tener buenas relaciones y acercar a Rusia a Occidente, sin embargo, Putin se aleja de tales posturas y realiza un discurso crítico en 2008 contra la OTAN.
En 2008 Rusia invade Georgia, y por mediación estadounidense, se firmó un armisticio y las tropas rusas se retiraron a Abjasia y a Osetia del Sur.

### Obama (2009-2016)
Durante la presidencia de Obama, Rusia toma control de la península ucraniana de Crimea y comienza la guerra del Dombás en el este de Ucrania.

### Trump (2017-2021)
El 20 de enero de 2017 tuvo lugar la investidura de Donald Trump. Una semana después, Trump tuvo una conversación por teléfono de unos cincuenta minutos de duración con Putin. Ambos gobiernos calificaron positivamente la conversación y la vieron como un paso hacia la mejora de relaciones entre EE UU y Rusia; ambos acordaron reunirse en persona en otro momento. Sin embargo, las relaciones se deterioraron tras el bombardeo de Estados Unidos a una base aérea en Siria que alberga soldados rusos.
El 25 de marzo, Estados Unidos extendió las sanciones económicas ya existentes a ocho empresas rusas.
Las conexiones de Trump con Rusia han sido escrutadas intensamente por los medios. Durante la campaña, Trump elogió repetidamente al presidente ruso Vladímir Putin como un líder fuerte y pidió mejores relaciones con Moscú. A los pocos días de la toma de posesión de Trump, a los empleados del Departamento de Estado se les ordenó desarrollar planes para revocar inmediatamente las sanciones contra Rusia, aunque los planes nunca se llevaron a cabo. Según Putin y algunos expertos y diplomáticos políticos, las relaciones ruso-estadounidenses, que ya estaban en el nivel más bajo desde el final de la Guerra Fría, se deterioraron aún más desde que Trump asumió el cargo en enero de 2017. Sin embargo, Trump se diferenció de sus antecesores por un trato menos duro con Rusia.

### Biden (2021-2025)
La administración de Joe Biden adoptó una postura más intervencionista en Ucrania y más durante frente a Rusia. En agosto de 2021, Biden ordenó el envío de armas estadounidenses a Ucrania por valor de 60 millones de dólares.La inteligencia estadounidense detectó los planes rusos para invadir Ucrania y se los transmitió al gobierno ucraniano. Biden se entrevistó en diciembre de 2021 con el presidente ruso Vladímir Putin y trató de calmar su inquietud sobre la expansión de la OTAN diciéndole que era poco probable que Ucrania fuera aceptada como miembro. Putin propuso un tratado de paz con Estados Unidos que pusiera fin a la expansión de la OTAN hacia el este. Biden lo rechazó y optó por acelerar las entregas de armas a Ucrania y los preparativos para la guerra contra Rusia en suelo ucraniano.Biden también amenazó, en febrero de 2022, con "poner fin" al gasoducto Nord Stream 2 si Rusia invadía Ucrania.Por su parte, la vicepresidenta estadounidense, Kamala Harris, le recomendó a Zelenski que organizase un gobierno ucraniano en el exilio y un plan de sucesión.

### Trump (2025-)

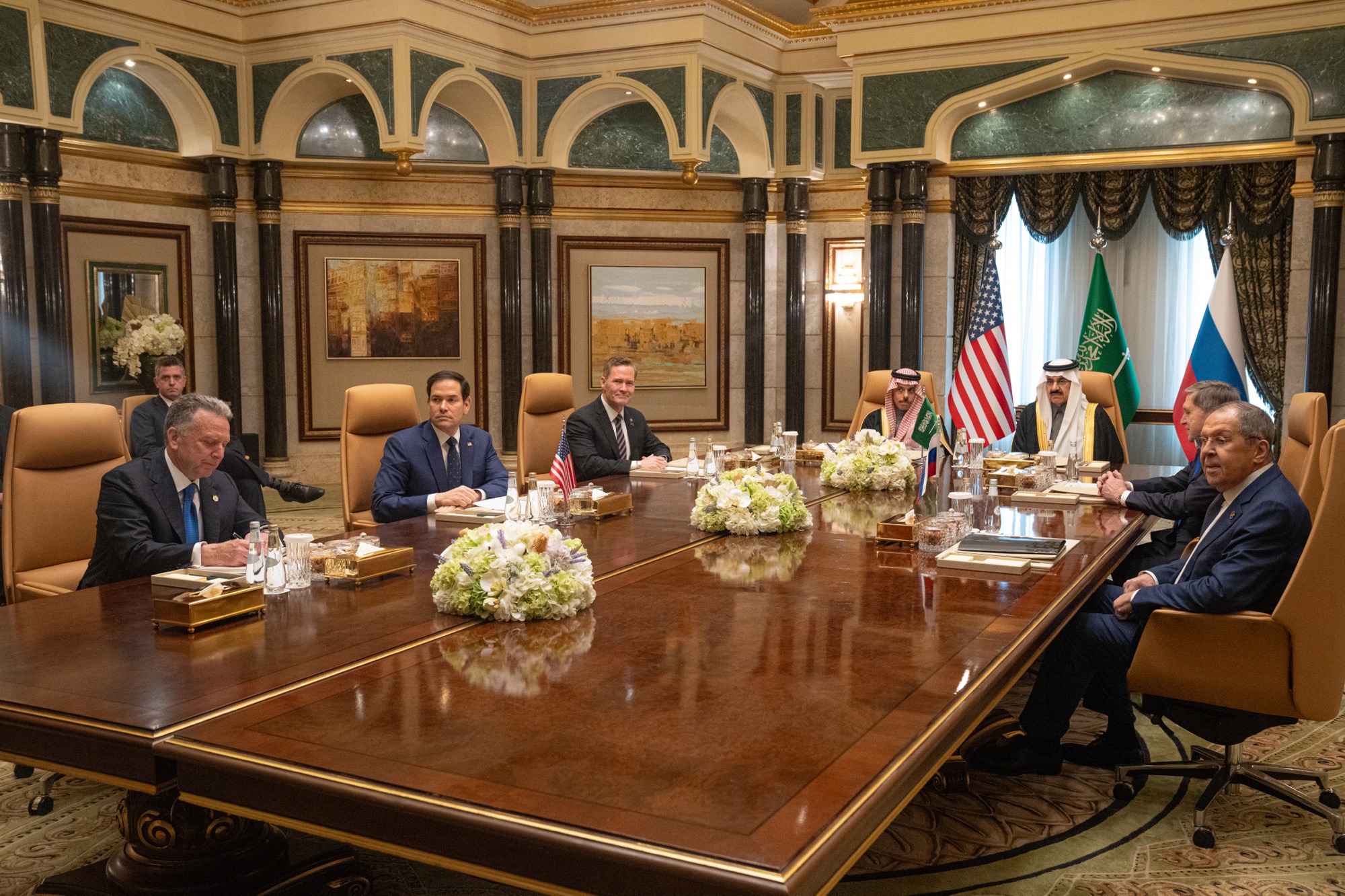
Reunión de funcionarios estadounidenses, saudíes y rusos en Riad, 18 de febrero de 2025.

En febrero, Trump expresó que buscaría resolver el la guerra ruso-ucraniana diplomáticamente mediante acuerdos con Rusia. El 28 de febrero de 2025 el presidente ucraniano Volodímir Zelenski en su visita a la Casa Blanca en el que tenía planeado firmar un acuerdo respecto a la extracción de minerales conjunta con el presidente Trump, terminó en una tensa discusión frente a los medios de comunicación sobre las posturas respecto a la guerra ruso-ucraniana y su posible final, con lo cual el acuerdo no fue firmado y se canceló el almuerzo conjunto por parte del anfitrión.
El Kremlin aseguró que la política de Trump estaba "alineada en gran medida" con la rusa en cuanto a Ucrania. Funcionarios rusos aplaudieron la postura de la administración de Trump, y el ministro de Asuntos Exteriores, Serguéi Lavrov, lo calificó como el «primer, y hasta ahora, único líder occidental» en reconocer lo que Moscú considera la verdadera causa de la guerra. Otras figuras del Kremlin, incluido el vicepresidente del Consejo de Seguridad de Rusia, aplaudieron a Trump por adoptar un tono más duro hacia Zelenski, llegando a calificar al líder ucraniano de «dictador».
El 4 de marzo, Trump pausó el apoyo militar a Ucrania y evaluó suspender otro tipo de ayudas.

### Hasta 1945
- Bailey, Thomas A. America Faces Russia: Russian-American Relations from Early Times to Our Day (1950). online Archivado el 23 de enero de 2019 en Wayback Machine.
- Bailey, Thomas A. A Diplomatic History of the American People (10th edition 1980) online free to borrow.
- Bolkhovitinov, Nikolai N., Elena Levin and L. H. Butterfield, eds. The Beginnings of Russian-American Relations, 1775–1815 (1976)
- Feis, Herbert. Churchill, Roosevelt, Stalin: the war they waged and the peace they sought (Princeton University Press, 1957), World War II; online free to borrow
- Kennan, George F. Soviet-American Relations, 1917–1920: Volume I, Russia Leaves the War (Princeton University Press, 1956)
- Kennan, George Frost. Soviet foreign policy, 1917–1941 (Van Nostrand, 1960), Brief summary with documents
- McNeill, William Hardy. America, Britain, & Russia: their co-operation and conflict, 1941–1946 (1953)
- Pederson, William D. ed. A Companion to Franklin D. Roosevelt (2011) online pp 564–89, Covers FDR's policies
- Sainsbury, Keith. The Turning Point: Roosevelt, Stalin, Churchill, and Chiang-Kai-Shek, 1943: the Moscow, Cairo, and Teheran Conferences (Oxford University Press, USA, 1986)

### Guerra Fría
- English, Robert D. Russia and the Idea of the West: Gorbachev, Intellectuals, and the End of the Cold War (Columbia University Press, 2000)
- Fenby, Jonathan. Alliance: the inside story of how Roosevelt, Stalin and Churchill won one war and began another (2015)
- Gaddis, John Lewis. The Cold War: a new history (Penguin, 2006)
- Gleason, Abbott. Totalitarianism: The inner history of the Cold War (Oxford University Press, 1995)
- Graebner, Norman A., Richard Dean Burns, and Joseph M. Siracusa. Reagan, Bush, Gorbachev: Revisiting the end of the cold war (Greenwood, 2008)
- Levering, Ralph B. et al. eds. Debating the Origins of the Cold War: American and Russian Perspectives (2013)
- Mann, Jim. The Rebellion of Ronald Reagan: A History of the End of the Cold War (Penguin, 2009)
- Matlock Jr, Jack F. Reagan and Gorbachev: How the cold war ended (2005), Analysis by the American ambassador to Moscow
- Service, Robert. The End of the Cold War: 1985–1991 (2015), a standard scholarly history
- Zubok, Vladislav.  Inside the Kremlin's Cold War: from Stalin to Krushchev (Harvard University Press, 1997)

### Desde 1991
- Ambrosio, Thomas, and Geoffrey Vandrovec. "Mapping the Geopolitics of the Russian Federation: The Federal Assembly Addresses of Putin and Medvedev." Geopolitics (2013) 18#2 pp 435–466.
- Gvosdev, Nikolas K., and Christopher Marsh. Russian Foreign Policy: Interests, Vectors, and Sectors  (Washington: CQ Press, 2013)
- Hopf, Ted, ed. Understandings of Russian Foreign Policy (1999)
- Kanet, Roger E. Russian foreign policy in the 21st century (Palgrave Macmillan, 2010)
- Larson, Deborah Welch, and Alexei Shevchenko. "Status seekers: Chinese and Russian responses to US primacy." International Security (2010) 34#4 pp 63–95.
- Legvold, Robert, ed. Russian Foreign Policy in the 21st Century and the Shadow of the Past (2007).
- Mankoff, Jeffrey. Russian Foreign Policy: The Return of Great Power Politics (2nd ed. 2011).
- Oberdorfer, Don. The Turn: From the Cold War to a New Era: the United States and the Soviet Union, 1983–1990 (1991).
- Peterson, James W. Russian-American relations in the post-Cold War world (Oxford UP, 2017).
- Sakwa, Richard. Russia against the Rest: The Post-Cold War Crisis of World Order (Cambridge UP, 2017)  362pp online review
- Schoen, Douglas E.  and Melik Kaylan. Return to Winter: Russia, China, and the New Cold War Against America (2015)
- Stent, Angela E.  The Limits of Partnership: U.S. Russian Relations in the Twenty-First Century (Princeton UP, 2014)  355 pages; excerpt and text search
- Tsygankov, Andrei P. "The Russia–NATO mistrust: Ethnophobia and the double expansion to contain "the Russian Bear"." Communist and Post-Communist Studies (2013).